# Khu vực mậu dịch tự do ASEAN – Trung Quốc

Khu vực mậu dịch tự do ASEAN -Trung Quốc

Khu vực mậu dịch tự do ASEAN – Trung Quốc (ASEAN-China Free Trade Area (ACFTA) hay CAFTA, tiếng Trung: 中国―东盟自由贸易区; bính âm: Zhōngguó Dōngméng Zìyóu Màoyì Qū), là khu vực mậu dịch tự do được ký kết giữa Hiệp hội các Quốc gia Đông Nam Á và Cộng hòa Nhân dân Trung Hoa. Ý tưởng của việc thành lập khu vực mậu dịch vào tháng 1 năm 2010 được nêu ra và ký nghị định khung vào 4 tháng 10 năm 2002 tại thủ đô Phnom Penh của Campuchia. Hiệp định ký kết bắt đầu có hiệu lực vào 1 tháng 1 năm 2010. Đây là khu vực mậu dịch tự do lớn nhất thế giới xét về diện tích và dân số (1,9 tỉ người trong đó Trung Quốc là hơn 1,3 tỉ người), nhưng đứng thứ 3 về tổng thu nhập quốc dân sau Khu vực Mậu dịch Tự do Bắc Mỹ và khu vực mậu dịch tự do của châu Âu
Bước đầu, theo thỏa thuận chung, các quốc gia thành viên (gồm Trung Quốc và 6 nước sáng lập ASEAN là Brunei, Indonesia, Mã Lai, Philippines, Singapore và Thái Lan) sẽ gỡ bỏ 90% hàng rào thuế quan đối với hàng hóa nhập khẩu của nhau kể từ năm 2010 . Những thành viên khác của ASEAN như Việt Nam hay Campuchia, Lào sẽ tham gia khu vực này theo một lộ trình kéo dài trong 5 năm.

## Các nước tham gia
Các nước tham gia bao gồm thành viên các quốc gia Đông Nam Á và Trung Quốc.
| Cờ | Nước        | Thủ đô              | Diện tích km² | Dân số (2008)        | Mật độ dân số người/km² | Nội tệ           | Ngôn ngữ sử dụng                                       | Năm thực hiện |
| -- | ----------- | ------------------- | ------------- | -------------------- | ----------------------- | ---------------- | ------------------------------------------------------ | ------------- |
|    | Brunei      | Bandar Seri Begawan | 5.765         | 490.000              | 65                      | Dollar Brunei    | Tiếng Mã Lai                                           | 2010          |
|    | Myanma      | Naypyidaw           | 676.578       | 50.020.000           | 81                      | Kyat             | Tiếng Myanma                                           | 2015          |
|    | Campuchia   | Phnom Penh          | 181.035       | 13.388.910           | 78                      | Riel             | Tiếng Khmer                                            | 2015          |
|    | Indonesia   | Jakarta             | 1.904.569     | 230.130.000          | 113                     | Rupiah Indonesia | Tiếng Indonesia                                        | 2010          |
|    | Lào         | Vientiane           | 236.800       | 7.425.000            | 24                      | Kip              | Tiếng Lào                                              | 2023          |
|    | Malaysia    | Kuala Lumpur        | 329.847       | 28.200.000           | 72                      | Ringgit          | Tiếng Mã Lai                                           | 2010          |
|    | Philippines | Manila              | 300.000       | 92.226.600 (2007)    | 295                     | Peso Philippines | Tiếng Philippines, tiếng Anh                           | 2010          |
|    | Singapore   | Singapore           | 707,1         | 4.839.400 (2007)     | 6.619                   | Dollar Singapore | Tiếng Mã Lai, tiếng Quan thoại, tiếng Anh, tiếng Tamil | 2010          |
|    | Thái Lan    | Băng Cốc            | 513.115       | 63.389.730 (2003)    | 126                     | Baht             | Tiếng Thái                                             | 2010          |
|    | Việt Nam    | Hà Nội              | 331.690       | 88.069.000           | 248                     | Đồng             | Tiếng Việt                                             | 2015          |
|    | Trung Quốc  | Bắc Kinh            | 9.640.821     | 1.338.612.968 (2009) | 139                     | Nhân dân tệ      | Tiếng Quan thoại                                       | 2010          |

## Thành viên các nước tham gia ký nghị định khung
Những nguyên thủ quốc gia tham gia ký ngày 4 tháng 10 năm 2002 tại thủ đô Phnom Penhcủa Campuchia.
- Hassanal Bolkiah, Quốc vương của Brunei Darussalam
- Hun Sen, Thủ tướng của Campuchia
- Megawati Sukarnoputri, Tổng thống của Indonesia
- Bounnhang Vorachith, Thủ tướng của Lào
- Mahathir Mohamad, Thủ tướng của Malaysia
- Than Shwe, Thủ tướng của Myanma
- Gloria Macapagal-Arroyo, Tổng thống của Philippines
- Ngô Tác Đống, Thủ tướng của Singapore
- Thaksin Shinawatra, Thủ tướng của Thái Lan
- Phan Văn Khải, Thủ tướng của Việt Nam
- Chu Dung Cơ, Thủ tướng của Trung Quốc

## Quan ngại
Chỉ vài ngày sau khi hiệp ước có hiệu lực, ngày 5 tháng 1 năm 2010, Bộ trưởng Thương mại Indonesia đã đưa ra đề nghị hoãn việc áp dụng chế độ cắt giảm thuế nhập khẩu trong khuôn khổ hiệp định, đồng thời muốn "đàm phán lại" để "hàng hóa nhập khẩu rẻ không tràn vào làm lụt thị trường mà không bị ngăn chặn". Các báo chí và doanh nghiệp trong vùng cũng quan ngại là hiệp định sẽ gây nhiều bất lợi cho họ, và sẽ càng làm tăng chênh lệch mậu dịch trong cán cân thương mại với Trung Quốc và làm mất khả năng công nghiệp hóa của các nước đi sau .